# Caesars Palace
Caesars Palace is een luxehotel en casino langs de Las Vegas Boulevard, beter bekend als The Strip, in Las Vegas, Nevada, Verenigde Staten. Door de jaren heen is het hotel eigendom geweest van verschillende firma's, waaronder Sheraton en Hilton Worldwide (voormalig Hilton Hotels Corporation). Caesars Entertainment (eerder bekend als Park Place Entertainment) kocht het in 1999, alvorens 2005 met Harrah's te fuseren. Sinds de naamsverandering in 2010 is het echter weer eigendom van Caesars Entertainment.

## Geschiedenis

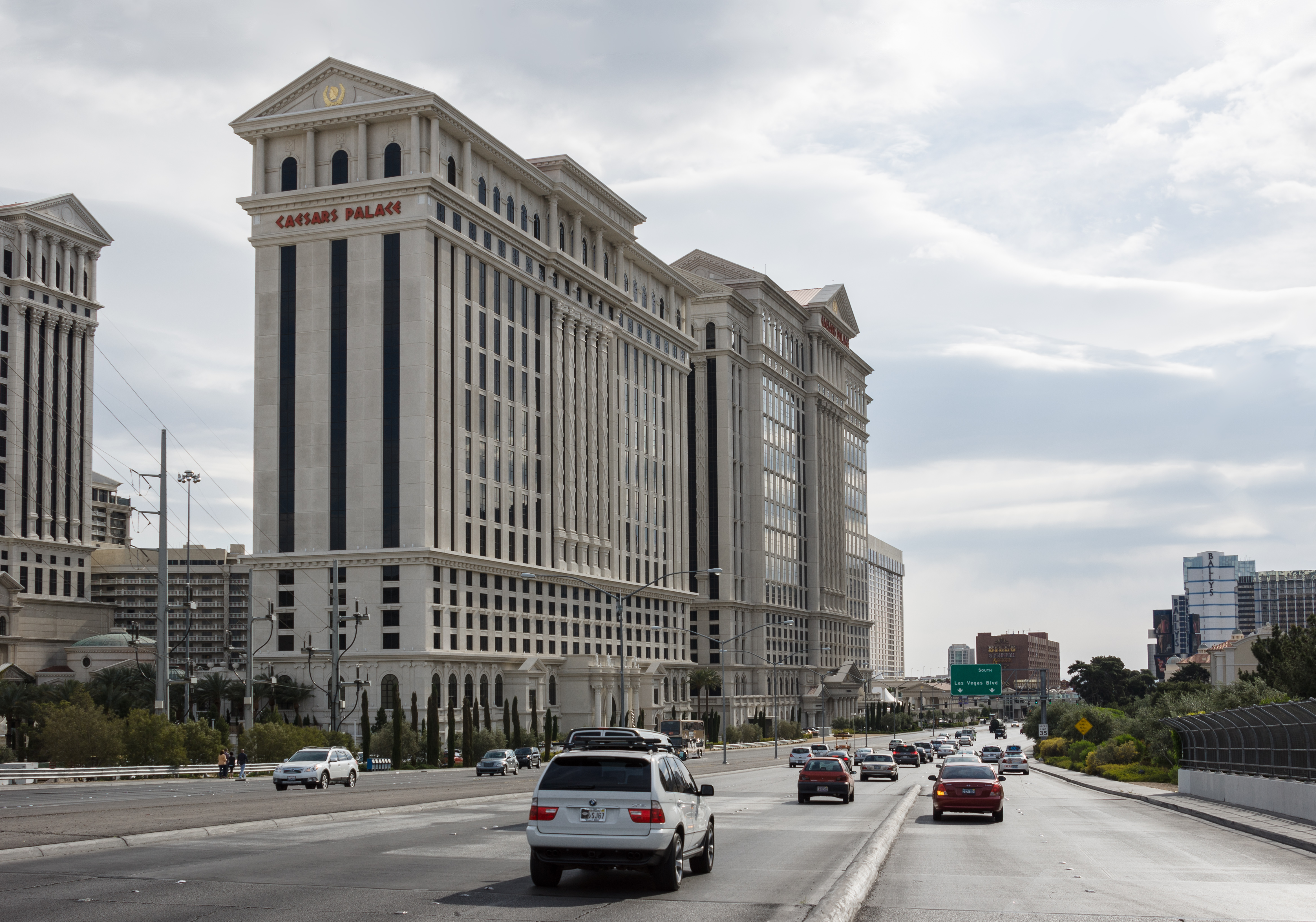
Het Caesars Palace vanaf Flamingo Road

Jay Sarno gebruikte in 1962 een lening van vijfendertig miljoen dollar om een hotel te bouwen op grond van Kirk Kerkorian. Het geld voor het hotel was hem geleend door Teamsters, een pensioenfonds. Later dat jaar werd Sarno de ontwerper en architect van het gebouw. De bouw van het Caesars Palace hotel begon eind 1962. Uiteindelijk moest het een toren van veertien verdiepingen worden met een totaal van 680 kamers.
Sarno wist in het begin niet hoe hij het hotel moest noemen en welke inrichting het moest krijgen, maar noemde het hotel naar de Romeinse generaal Julius Caesar omdat dit bij mensen een gevoel van rijkdom op zou werpen. Vanuit dit oogpunt contracteerde Sarno verschillende bedrijven om de Romeinse landschappen, fonteinen en inrichting te bouwen. Het hotel werd uiteindelijk geopend op 5 augustus 1966.
In 1969 werd de financieel manager van het hotel, Jerome Zarowitz, door een Federal Organized Crime Task Force ervan beschuldigd banden met de maffia te hebben. Zarowitz zelf is nooit aangeklaagd, maar Sarno en andere investeerders werden door de Task Force gedwongen tot de verkoop van het hotel. Het hotel werd in datzelfde jaar overgenomen door Lum's, een restaurantketen van Stuart en Clifford Perlman, voor een bedrag van 58 miljoen dollar. Vervolgens werd het restaurantgedeelte afgestoten en werd de naam van het bedrijf veranderd naar Caesars World. Daarnaast werd er in 1969 de basis gelegd voor een tweede en derde toren. Deze torens werden voltooid in 1970 en in 1973.
De broers Perlman verkochten in 1981 hun aandelen in Caesars World nadat ze tevergeefs geprobeerd hadden een gokvergunning te krijgen in New Jersey. De plaatselijke instanties beschuldigden beide broers ervan dat ze zaken deden met maffiagerelateerde mensen en daarom werd de vergunning niet toegewezen. De aandelen werden verkocht voor een totale opbrengst van 99 miljoen dollar.
Eind jaren 80 werd er besloten dat er in de volgende jaren een grote verandering moest komen in de atmosfeer van het hotel. Zo zou het hotel gemoderniseerd worden en zouden er nieuwe gebouwen en voorzieningen bij komen. Uiteindelijk werd in 1992 na de grote verbouwingen The Forum Shops geopend. Dit was een van de eerste grote winkelcentra in Las Vegas. Andere projecten die in de volgende jaren werden geopend waren The Plaze en The Colosseum. De laatste fase van de grote verbouwingen werd in 2005 afgerond met de voltooiing van de Augustus-toren.

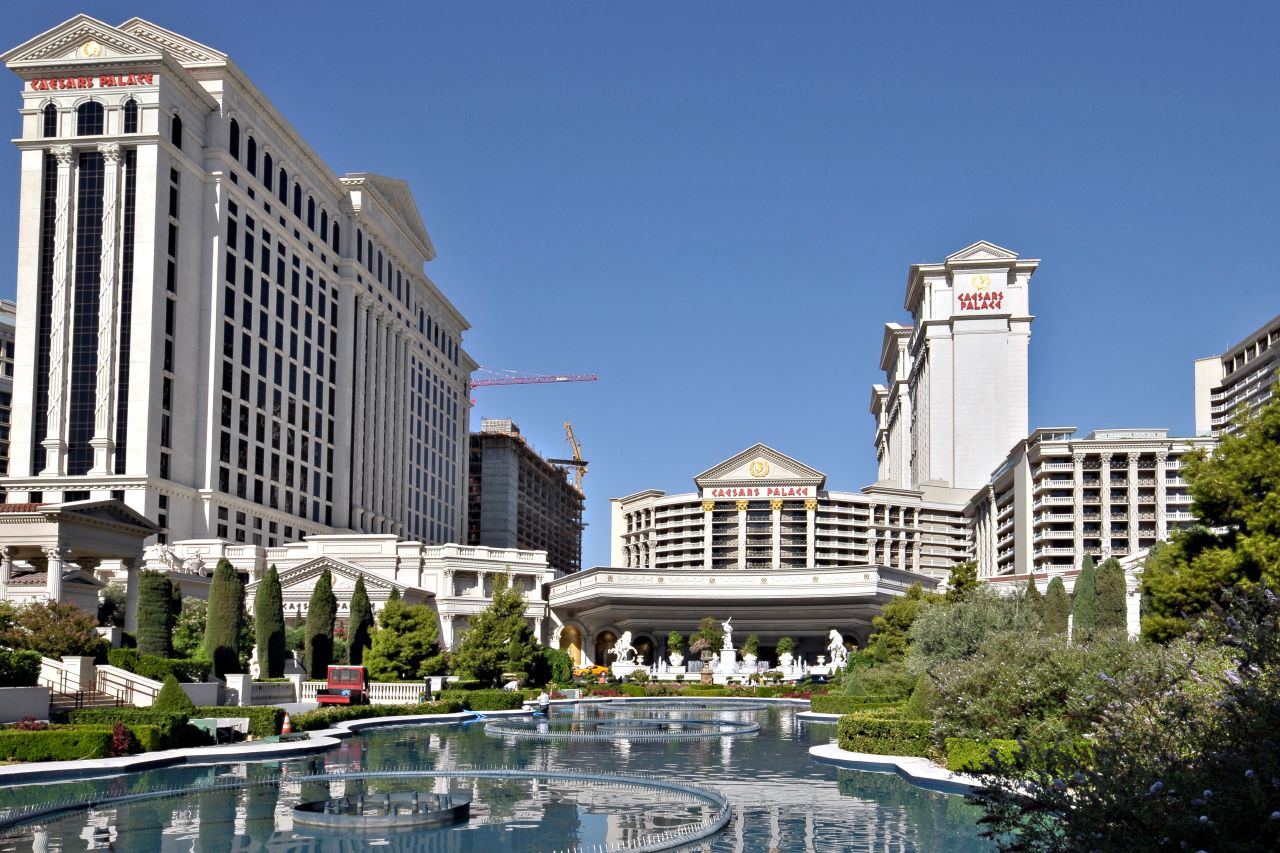
Caesars Palace met op de achtergrond de Centurion-toren in aanbouw

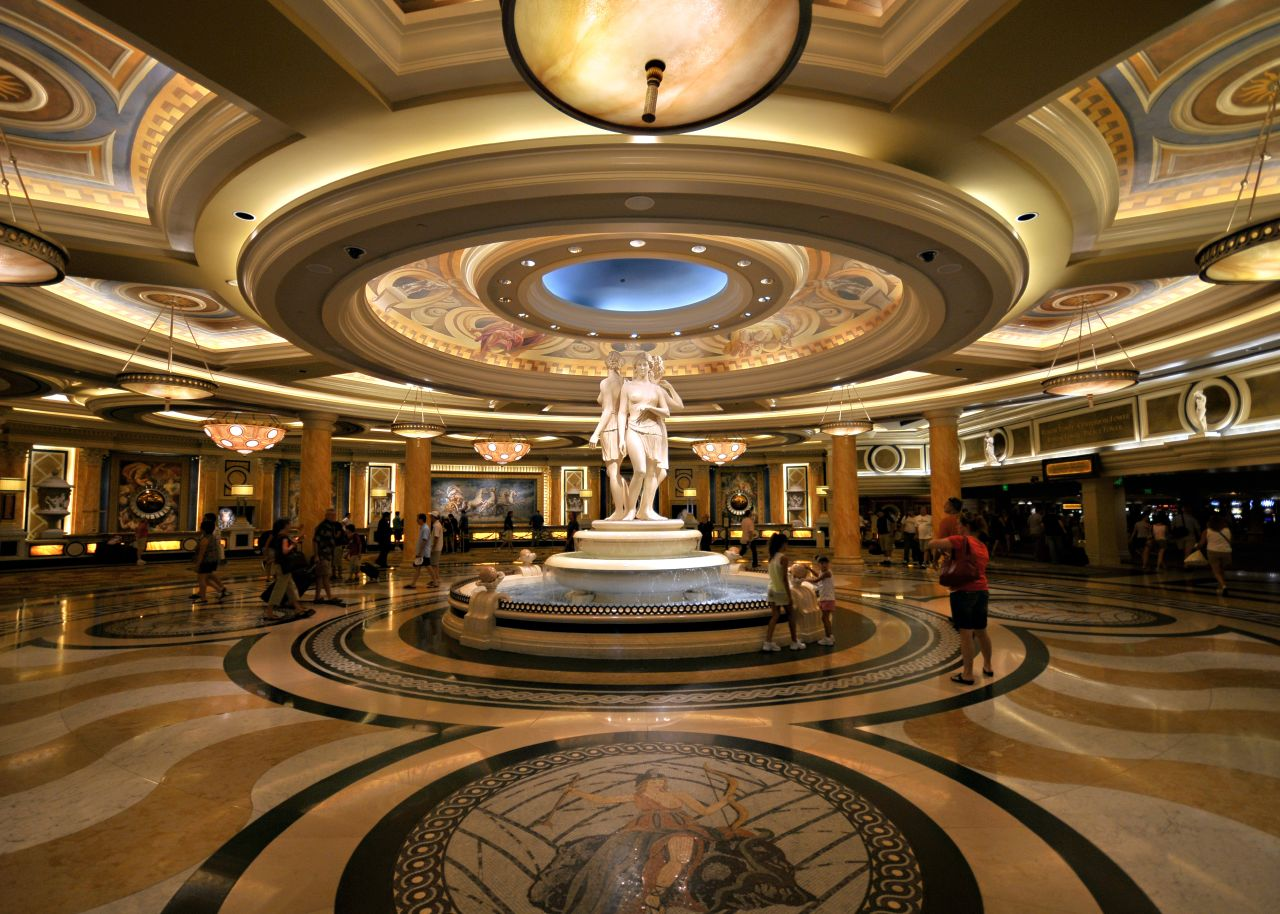
De lobby van het hotel

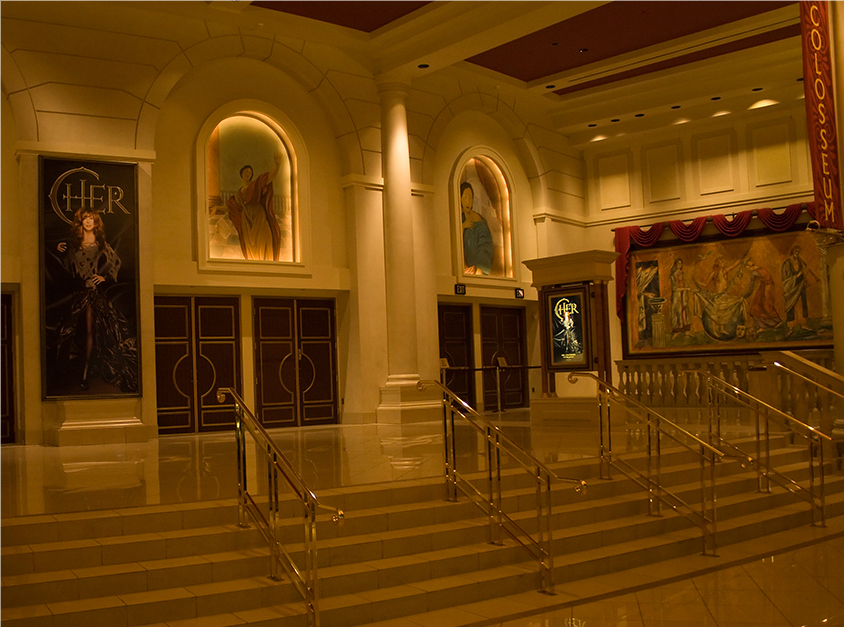
De ingang van het Colosseum

In dezelfde jaren als de grote verbouwingen wisselde het project veel van eigenaar tot in 2001 het hotel en het casino gekocht werden door Caesars Entertainment. Aan het eind van de verbouwingen, in 2005, werd echter Caesars Entertainment overgenomen door Harrah's Entertainment. Uiteindelijk veranderde Harrah's Entertainment in 2010 de naam in Caesars Entertainment en is het Caesars Palace het meest vooraanstaande hotel van de keten.
Na de opening van de Augustus-toren werd besloten dat er nog een toren bij zou komen, de Octavius-toren. Daarnaast zou er een sportstadion komen dat het toenmalige Event Center moest vervangen. De totale kosten voor dit project zouden één miljard dollar bedragen en het zou in de zomer van 2009 open moeten zijn. Door ruimtegebrek werden de plannen door Harrah's Entertainment uitgesteld. In september 2011, ruim twee jaar na de oorspronkelijke datum, werd er aangekondigd dat de Octavius-toren in januari 2012 geopend zou worden. Uiteindelijk werd de nieuwe toren in januari 2012 geopend.

## Ligging
Het hotel en casino bevinden zich aan de westkant van de Strip. Het ligt aan de kruising van de Las Vegas Boulevard en de Flamingo Road. Ten noorden van het hotel bevindt zich The Mirage en ten zuiden van het hotel bevindt zich het Bellagio. Tegenover het hotel bevinden zich, van noord naar zuid, The Quad, het Flamingo en Bill's Gamblin' Hall & Saloon. Caesars Palace behoort als een van de oudste hotels op de Strip tot het centrum van de Strip.

## Faciliteiten

### Hotel
Het hotel is gebouwd in een Romeinse stijl en heeft een totaal van 3940 kamers over vijf verschillende torens. De vijf verschillende torens heten Augustus, Forum, Octavius, Palace en Roman. Daarnaast staat er ook een zesde toren op het terrein, de oorspronkelijk Centurion-toren. Deze toren maakt heden ten dage niet langer deel uit van Caesars Palace maar behoort tot het Nobu Hotel. Wel is dit hotel via gangen verbonden aan het Caesars.
Daarnaast zijn er verschillende restaurants in het hotel te vinden waaronder restaurants van Guy Savoy, Gordon Ramsay, Bobby Flay en Michel Richard. Ook bevindt zich de nachtclub Pure in het hotel. Daarnaast is er een buslijn die iedere dertig minuten rijdt tussen het Rio All Suite Hotel & Casino en het Caesars Palace.

### Winkelcentrum
Sinds 1992 bevindt zich een winkelcentrum in het Caesars. Het winkelcentrum is echter geen eigendom van het Caesars Palace. Het is een van een van de duurste winkelcentra in de wereld. Het winkelcentrum is duurder dan Rodeo Drive in Beverly Hills. Daarnaast is het ook het succesvolste winkelcentrum in de Verenigde Staten. Er zijn in totaal 270 winkels waaronder Emporio Armani, Calvin Klein en Dolce & Gabbana.

### Entertainment
Veel bekende artiesten hebben in Caesars Palace opgetreden, zoals Frank Sinatra, Diana Ross, Cher, David Copperfield, Ariana Grande en Céline Dion, die er tot en met 2007 een vaste voorstelling had. Zij zal haar rentree hebben in maart 2011 voor een langere periode. Het hotel duikt ook op in diverse films, zoals Rain Man (1988), Ocean's Eleven (2001), Dreamgirls (2006), Rocky Balboa (2006), Iron Man (2008) en The Hangover (2009).

## Sport
Het Event Center en de omgeving van Caesars Palace hebben verschillende sportevenementen mogen huisvesten. Dit begon in 1981 toen de Formule 1 een grand prix op het terrein van het hotel en casino hield. De Caesars Palace Grand Prix kwam ook een jaar later in 1982 terug naar Las Vegas. De grand prix was niet geliefd onder de rijders. Dit kwam door de enorme hitte in Las Vegas maar vooral ook omdat het circuit tegen de klok in ging in plaats van met de klok mee. Dit zorgde voor extreme druk op de nekken van de coureurs. Uiteindelijk werd de race in 1983 niet opnieuw op de kalender gezet door het tekort van publiek.
Verschillende bokswedstrijden zijn er gehouden in de buiten- en binnenarena's van het Caesars Palace. Daarnaast werd in 1991 voorafgaand aan het ijshockeyseizoen een wedstrijd gespeeld op een tijdelijk aangelegde ijsbaan op de parkeerplaats van het hotel. Dit was de eerste ijshockeywedstrijd die buiten werd gespeeld. Uiteindelijk was deze wedstrijd de grondlegger voor enkele jaarlijks terugkerende pre-seizoenwedstrijden in het ijshockey.